# Downingia bacigalupii
Downingia bacigalupii là loài thực vật có hoa trong họ Hoa chuông. Loài này được Weiler mô tả khoa học đầu tiên năm 1962.